# Gottlieb Konrad Pfeffel
Gottlieb Konrad Pfeffel (även Théophile eller Amédée Conrad Pfeffel), född den 28 juni 1736 i Colmar (Elsass), död där den 1 maj 1809, var en fransk-tysk skald.
Pfeffel blev vid 22 års ålder blind. Han inrättade 1773 i Colmar, med tillstånd av franska regeringen, en förberedande krigsskola för protestantiska adliga ynglingar, vilken stängdes under franska revolutionen. Som skriftställare var Pfeffel en förmedlare mellan Frankrike och Tyskland. Han hade närmast Christian Fürchtegott Gellert till förebild och författade fabler (ofta med skarpt epigrammatiska vändningar), små poetiska berättelser samt epistlar, förutom prosaberättelser och mindre lyckade teaterstycken efter franskt mönster. Hans dikter kännetecknas av god karaktär och en förskönad språkform. 1761 utkom hans Poetische Versuche och 1802-10 en samling med samma titel i 10 band. År 1794 översatte Anna Maria Lenngren hans dikt Vännen i nöden, vilken tagits med i hennes Samlade skaldeförsök.